# UltraISO
UltraISO è un programma, presente in versione shareware, per Microsoft Windows per creare, modificare e convertire file .ISO utilizzati nel processo di creazione di CD e DVD.

## Formati supportati
I formati supportati sono molteplici: .ISO, .BIN, .IMG, .CIF, .NRG, .MDS, .CCD, .BWI, .ISZ, .DMG, .DAA, .UIF, .HFS ed altri. Vedi anche Immagine disco.

## Altre funzionalità
- Permette di montare direttamente file *.ISO in unità ottiche virtuali, così come Alcohol 120% e Daemon Tools.
- Permette anche di creare CD o DVD di boot.